# Trần Thanh Đạt
Cụ sinh ngày 04/02/1891, mất ngày 29/09/1968. Trước tên Trần Công Toại, sau đổi là Trần Thanh Đạt. Năm 1903, Cụ vào học trường Quốc Học Huế. Học 4 năm qua 6 lớp. Tháng 6/1907, Cụ thi đổ Cao-Đẳng Cụ-Thể văn-bằng.
Tháng 8/1907, Cụ được sơ bổ làm thơ-ký tạm ngạch tại Tòa Khâm Sứ ở Huế. Thăng thực thụ thư ký tháng 1/1908. Năm 1918, thăng Nhất-Hạng Thư-ký. Tháng 9/1919, có mở trường Cao-Đẳng Pháp-Chánh, cụ thi đậu vào học năm thứ nhất. Tháng 10/1922, Cụ tốt-nghiệp. Tại kinh-đô Nam-triều có mở trường đại-học Uyên-Bác Đại-học, Cụ thi đổ. Năm 1924, Cụ tốt nghiệp đệ nhất danh.
Năm 1925, lấy hàm Thị-Giảng Học-Sĩ, cải bổ về Nam triều tạm phái Bộ Lại. Tháng 9/1925 lãnh Tri-Phủ Quảng Ninh, Quảng Bình. Năm 1928, về Quảng Nam làm Tri Phủ Thăng Bình. 
Được 6 tháng, Cụ phụng chỉ về kinh sung Cơ-Mật Viên-Ngoại (7/1928). Tháng 2/1929, thăng Thị-Độc Học-Sĩ. Tháng 6/1931, thăng Quang Lộc Tự Khanh, cải bổ Quản Đạo Dalat. Năm 1932, cải bổ Án-Sát Quảng Nam. Tháng 2/1933 lãnh Thương Tá Cơ Mật. Tháng 5 cùng năm, thăng Thị-Lang Bọ Quốc Gia Giáo-Dục. Tháng 4/1935, thăng Tham-Tri Bộ Quốc Gia Giáo Dục.
Tháng 2/1940, cải bổ Tuần-Vũ Bình Thuận. Tháng 5/1942 thăng Thượng Thư Bộ Quốc Gia Giáo Dục.
Tháng 4/1944, Cụ được thăng Hiệp Tá Đại-Học-Sĩ, Cơ Mật Viện Đại Thần, Thượng-Thư Bộ Giáo Dục, sung Quốc Sử Quán Tổng Tài, kiêm Quản Văn Thơ-Viện.
Tháng 2/1945, đi Khâm Sai ra Nghệ An, Hà Tĩnh. Ngày 9/3/1945, đệ đơn từ chức.
Năm 1951, Cụ giữ chức vụ Chủ-Tịch Giám-Sát-Viện, rồi Chủ-Tịch Hội-Đồng Quốc-Gia Liên-Hiệp. Năm 1955, cụ về hưu, không dự quốc-sự.
Cụ bà tên Đặng Thị Huề - là con gái thứ tư của Lễ Bộ Thượng-Thư Đặng Văn Liên. Hai cụ có 11 con (4 trai và 7 gái).
Cụ ông mất tại Huế (29/9/1968), và cụ bà cũng mất tại Huế (30/5/1965)